# Zé Maria (ur. 1973)
Zé Maria, właśc. José Marcelo Ferreira (ur. 25 lipca 1973 w Oeiras) – brazylijski piłkarz i trener, występujący podczas kariery na pozycji prawego obrońcy.

## Kariera klubowa
Zé Maria rozpoczął piłkarską karierę w Portuguesie, gdzie grał w latach 1991–1995. Dwukrotnie w 1993 i 1994 był wypożyczany do CS Sergipe i Ponte Preta. Z Sergipe zdobył mistrzostwo Stanu Sergipe – Campeonato Sergipano w 1993. W 1995 przeszedł do CR Flamengo i grał w nim do 1996 roku, kiedy to przeszedł do SE Palmeiras. Z Flamengo w 1996 roku zdobył mistrzostwo Stanu Rio de Janeiro – Campeonato Carioca.
W 1997 zdecydował się na transfer do Parmy. W Parmie grał do 2000, jednakże mając problem z wywalczeniem miejsca w podstawowym składzie dwukrotnie był wypożyczany do CR Vasco da Gama i Cruzeiro EC (zdobył z nim Puchar Brazylii 1999). Mały był jego wkład w wywalczenie Puchar UEFA oraz Puchar Włoch w 1999 roku. Po bezowocnej walce o miejsce w podstawowym składzie Parmy, w 2000 przeszedł do Perugia. Mimo dobrej gry nie zapobiegł w spadku Perugii do Serie B w 2004, jednakże dobra gra zaowocowała transferem do Interu Mediolan. W Interze grał do 2006 roku i zakończył ją zdobyciem dubletu przez mediolański klub. Lata 2006–2007 spędził w hiszpańskim Levante UD. W 2008 grał w swoim macierzystym klubie Portuguesa.
Karierę zakończył w małym włoskim klubie Città di Castello.

## Kariera reprezentacyjna
Zé Maria za sobą występy w reprezentacji Brazylii, w której zadebiutował 12 stycznia 1996 w meczu z reprezentacją Kanady podczas Złotego Pucharu CONCACAF 1996, gdzie zajęła drugie miejsce, po porażce w finale z reprezentacją Meksyku. W tym samym roku grał na Igrzyskach Olimpijskich w Atlancie, gdzie Brazylia zdobyła brązowy medal. W 1997 roku wygrał z canarinhos Copa America oraz Puchar Konfederacji. W 1998 zajął trzecie miejsce w Złotym Pucharze CONCACAF 1998. W 2001 roku zagrał w reprezentacji na Pucharze Konfederacji. Mecz z reprezentacją Australii rozegrany 9 czerwca 2001 był jego 43 i zarazem ostatnim w barwach canarinhos.